# Антропов, Георгий Петрович
Гео́ргий Петро́вич Антро́пов (1924—2011) — инженер, учёный, лауреат Сталинской и Государственной премий СССР.

## Биография
Родился в Оренбурге. В 1941 году окончил школу в Семипалатинске (аттестат с отличием). Поступил в Томский Политехнический институт на специальность «Двигатели внутреннего сгорания», но через полгода перевёлся в Ленинградский институт холодильной промышленности, эвакуированный в Семипалатинск.
В 1942 году призван в армию и направлен в Сталинабад в Волчанскую военную школу авиационных механиков. После её окончания служил в Запасном истребительном полку под Новосибирском.
С 1944 года на фронте, авиамеханик 43 ИАП. Демобилизовался в 1946 году в звании старшины. Член ВКП(б).
Поступил на 2 курс Ленинградского политехнического института на специальность «Радиофизика».
После окончания (с отличием) ЛПИ с 1950 по 2001 год работал во Всесоюзном научно-исследовательском институте экспериментальной физики (ВНИИЭФ, Саров, первоначально назывался КБ-11). Участник советской ядерной программы (создание и совершенствование термоядерных зарядов).
Кандидат физико-математических наук.
С июня 2001 года на пенсии. Умер 16 сентября 2011 года в Сарове.

## Награды и премии
- Сталинская премия второй степени (1953) — за ядерно-физические исследования, связанные с разработкой и испытанием изделия РДС-6с
- Государственная премия СССР (1982) — за работы в области ограничения ядерных вооружений.
- орден Красной Звезды
- орден Трудового Красного Знамени (1955)
- орден Отечественной войны II степени (1985)
- медали